# Namaka (Alberta)
Namaka est un hameau (hamlet) du Comté de Wheatland, situé dans la province canadienne d'Alberta.

## Démographie
En tant que localité désignée dans le recensement de 2011, Namaka a une population de 71 habitants dans 23 de ses 24 logements, soit une variation de 10.9% par rapport à la population de 2006. Avec une superficie de 0,086 2 km2, le hameau possède une densité de population de 823,665 9 hab/km2 en 2011.
Concernant le recensement de 2006, Namaka abritait 64 habitants dans 18 de ses 18 logements. Avec une superficie de 0,086 2 km2, le hameau possédait une densité de population de 742,5 hab/km2 en 2006.